# Superior Fahrrad- und Maschinenbau-Industrie
Superior Fahrrad- und Maschinen-Industrie Hans Hartmann war ein deutscher Hersteller von Fahrrädern und Automobilen.

## Unternehmensgeschichte
Das Unternehmen aus Eisenach, das bereits Fahrräder produzierte, begann 1905 mit der Produktion von Automobilen. Der Markenname lautete Superior. 1906 endete die Automobilproduktion.

## Automobile
Im Angebot standen zwei verschiedene Modelle. Das kleinere Modell war mit einem Zweizylindermotor mit 6 PS Leistung ausgestattet. Die Karosserie bot Platz für zwei Personen. Im größeren Modell sorgte ein Vierzylindermotor mit 10 PS Leistung für den Antrieb. Die Karosserie bot vier Personen Platz. Basis der vierrädrigen Fahrzeuge waren Komponenten des Omnimobils. Auch die Einbaumotoren kamen von den Fafnir-Werken.